# Oliver Batista Meier
 (août 2025).
Pour les articles homonymes, voir Batista et Meier.
Oliver Batista Meier, né le 16 février 2001 à Kaiserslautern en Allemagne, est un footballeur allemand qui évolue au poste d'ailier gauche au Grasshopper Zurich, en prêt du Dynamo Dresde.

## Biographie

### Bayern Munich
Né à Kaiserslautern en Allemagne d'un père allemand et d'une mère brésilienne, Oliver Batista Meier est formé par le club de sa ville natale, le FC Kaiserslautern, avant de rejoindre le Bayern Munich en 2016. Durant sa formation et grâce à ses performances en club et en sélection il reçoit la Médaille Fritz Walter d'argent, qui récompense les meilleurs jeunes allemands, pour la catégorie des moins de 17 ans. 
En janvier 2020, il se rapproche de l'équipe première en étant retenu par l'entraîneur Hans-Dieter Flick pour un stage d'entraînement à Doha. Il fait ses débuts en professionnels le 30 mai 2020, en entrant en jeu à la place de Serge Gnabry contre le Fortuna Düsseldorf en championnat. Il devient ainsi le 330e joueur du Bayern à évoluer en Bundesliga. Cette année-là il devient champion d'Allemagne.

### SC Heerenveen
Le 10 septembre 2020, Oliver Batista Meier est prêté pour une saison au SC Heerenveen. Il joue son premier match sous ses nouvelles couleurs deux jours plus tard, lors de la première journée de la saison 2020-2021 d'Eredivisie face au Willem II Tilburg. Il est titulaire lors de cette rencontre remportée par son équipe sur le score de deux buts à zéro.

### Dynamo Dresde
Le 3 janvier 2022, Oliver Batista Meier s'engage en faveur du Dynamo Dresde. Il signe un contrat courant jusqu'en juin 2025.

### Prêts
Le 11 janvier 2023, lors du mercato hivernal, Oliver Batista Meier est prêté pour un an et demi au SC Verl, en troisième division allemande.
Le 1er février 2024, il rejoint la Suisse et le club du Grasshopper Zurich, également sous la forme d'un prêt, qui s'étend jusqu'à la fin de la saison. Le club dispose d'une option d'achat sur le joueur.

### En sélection
Avec l'équipe d'Allemagne des moins de 16 ans, il inscrit deux buts lors de matchs amicaux, contre le Pays de Galles et la France.
Avec l'équipe d'Allemagne des moins de 17 ans, il inscrit un but contre la Grèce en mars 2018, lors des éliminatoires du championnat d'Europe des moins de 17 ans 2018. Quelques semaines plus tard, il est retenu afin de participer à la phase finale du championnat d'Europe organisé en Angleterre. Lors de cette compétition, il prend part à trois matchs. Il se met en évidence en délivrant une passe décisive lors du dernier match contre l'Espagne. Avec un bilan d'une victoire et deux défaites, l'Allemagne ne dépasse pas le premier tour du tournoi.
En novembre 2019, Batista Meier est appelé pour représenter l'équipe du Brésil des moins de 20 ans lors d'un tournoi amical, mais il ne joue finalement aucun match.

## Statistiques
| Saison                | Club                  | Championnat           | Championnat | Championnat | Coupe(s) nationale(s) | Coupe(s) nationale(s) | Compétition(s) continentale(s) | Compétition(s) continentale(s) | Compétition(s) continentale(s) | Barrages | Barrages | Coupe régionale | Coupe régionale | Total | Total |
| Saison                | Club                  | Division              | M.          | B.          | M.                    | B.                    | Comp.                          | M.                             | B.                             | M.       | B.       | M.              | B.              | M.    | B.    |
| 2018-2019             | Bayern Munich II      | Regionalliga Bavière  | 1           | 0           | -                     | -                     | -                              | -                              | -                              | -        | -        | -               | -               | 1     | 0     |
| 2019-2020             | Bayern Munich II      | 3. Liga               | 18          | 4           | -                     | -                     | -                              | -                              | -                              | -        | -        | -               | -               | 18    | 4     |
| 2021-2022             | Bayern Munich II      | Regionalliga Bavière  | 24          | 12          | -                     | -                     | -                              | -                              | -                              | -        | -        | -               | -               | 24    | 12    |
| Sous-total            | Sous-total            | Sous-total            | 43          | 16          | 0                     | 0                     | -                              | 0                              | 0                              | 0        | 0        | 0               | 0               | 43    | 16    |
| 2019-2020             | Bayern Munich         | Bundesliga            | 1           | 0           | -                     | -                     | C1                             | -                              | -                              | -        | -        | -               | -               | 1     | 0     |
| Sous-total            | Sous-total            | Sous-total            | 1           | 0           | 0                     | 0                     | -                              | 0                              | 0                              | 0        | 0        | 0               | 0               | 1     | 0     |
| 2020-2021             | SC Heerenveen (prêt)  | Eredivisie            | 15          | 1           | -                     | -                     | -                              | -                              | -                              | -        | -        | -               | -               | 15    | 1     |
| Sous-total            | Sous-total            | Sous-total            | 15          | 1           | 0                     | 0                     | -                              | 0                              | 0                              | 0        | 0        | 0               | 0               | 15    | 1     |
| 2021-2022             | Dynamo Dresde         | 2.Bundesliga          | 13          | 0           | -                     | -                     | -                              | -                              | -                              | 1        | 0        | -               | -               | 14    | 0     |
| 2022-2023             | Dynamo Dresde         | 3. Liga               | 4           | 0           | -                     | -                     | -                              | -                              | -                              | -        | -        | 2               | 0               | 6     | 0     |
| Sous-total            | Sous-total            | Sous-total            | 17          | 0           | 0                     | 0                     | -                              | 0                              | 0                              | 1        | 0        | 2               | 0               | 20    | 0     |
| 2022-2023             | SC Verl (prêt)        | 3. Liga               | 4           | 1           | -                     | -                     | -                              | -                              | -                              | -        | -        | -               | -               | 4     | 1     |
| Sous-total            | Sous-total            | Sous-total            | 4           | 1           | 0                     | 0                     | -                              | 0                              | 0                              | 1        | 0        | 0               | 0               | 5     | 1     |
| Total sur la carrière | Total sur la carrière | Total sur la carrière | 80          | 18          | 0                     | 0                     | -                              | 0                              | 0                              | 1        | 0        | 2               | 0               | 83    | 18    |

## Palmarès

### En club
Bayern Munich
- Champion d'Allemagne
  - 2019-2020.
- Coupe d'Allemagne
  - Vainqueur : 2020